# Yorgos Lanthimos
Yorgos Lanthimos (in greco Γιώργος Λάνθιμος?; AFI: [ˈʝoɾɣos ˈlanθimos]; Atene, 23 settembre 1973) è un regista, sceneggiatore e produttore cinematografico greco.

## Biografia
Nato a Pangrati, un quartiere di Atene, nel 1973, una volta terminato il ciclo di studi regolare sceglie di studiare regia cinematografica e televisiva presso la Stavrakos Film School della capitale. Durante gli anni novanta dirige una serie di video per compagnie greche di danza teatrale, mentre, a partire dal 1995, dirige un gran numero di spot televisivi, oltre a video musicali, cortometraggi e spettacoli teatrali sperimentali. Nel 2004 è uno dei membri del team creativo che ha curato le cerimonie di apertura e chiusura dei Giochi della XXVIII Olimpiade ad Atene.
Esordisce alla regia di un lungometraggio nel 2001 con O kalyteros mou filos, di cui condivide la regia col suo mentore Lakis Lazopoulos. Successivamente dirige da solo il film sperimentale Kinetta, presentato nel 2005 al Toronto International Film Festival. Raggiunge il successo internazionale nel 2009 col suo terzo lungometraggio, Dogtooth, presentato al 62º Festival di Cannes nella sezione Un Certain Regard. Il film ottiene infatti diversi premi e riconoscimenti in tutto il mondo, tra cui una candidatura come miglior film straniero ai premi Oscar 2011. Sempre nel 2011, presenta alla 68ª Mostra internazionale d'arte cinematografica di Venezia il suo quarto lungometraggio, Alps, venendo insignito del premio per la miglior sceneggiatura.
Nel 2015 dirige Colin Farrell nel suo primo film in lingua inglese, The Lobster, per cui vince il Premio della giuria al Festival di Cannes 2015 e ottiene una candidatura per la miglior sceneggiatura originale ai premi Oscar 2017. Lo stesso anno torna a dirigere Farrell ne Il sacrificio del cervo sacro, il film vince il premio per la miglior sceneggiatura a Cannes. Nel 2018, durante la Mostra di Venezia 2018, presenta La favorita vincendo il Gran premio della giuria. Il film ha ottenuto il maggior numero di nomination ai premi Oscar 2019, dieci, tra cui Miglior film e Miglior regia.
Nel 2023 vince il Leone d'oro alla 80ª edizione della Mostra internazionale d'arte cinematografica di Venezia con Povere creature!, tratto dal romanzo omonimo dello scrittore scozzese Alasdair Gray ripubblicato nel 2023 da Safarà Editore. Nel cast, oltre alla protagonista Emma Stone, anche Willem Dafoe, Ramy Youssef, Margaret Qualley e Mark Ruffalo. Nel 2024 dirige Kinds of Kindness, film che vede riunire Lanthimos con molti attori con cui ha lavorato in precedenza come Emma Stone, Willem Dafoe, Margaret Qualley e Joe Alwyn.

## Vita privata
È sposato con l'attrice francese Ariane Labed, conosciuta sul set di Attenberg.

## Filmografia

### Lungometraggi

#### Regista
- O kalyteros mou filos, co-regia di Lakīs Lazopoulos (2001)
- Kinetta (2005)
- Dogtooth (Kynodontas) (2009)
- Alps (Álpeis) (2011)
- The Lobster (2015)
- Il sacrificio del cervo sacro (The Killing of a Sacred Deer) (2017)
- La favorita (The Favourite) (2018)
- Povere creature! (Poor Things) (2023)
- Kinds of Kindness (2024)
- Bugonia (2025)

#### Sceneggiatore
- Kinetta (2005)
- Dogtooth (Kynodontas) (2009) (con Euthymīs Filippou)
- Alps (Álpeis) (2011) (con Euthymīs Filippou)
- The Lobster (2015) (con Euthymīs Filippou)
- Il sacrificio del cervo sacro (The Killing of a Sacred Deer) (2017) (con Euthymīs Filippou)
- Kinds of Kindness (2024) (con Euthymīs Filippou)

#### Produttore
- Dogtooth (Kynodontas) (2009)
- Attenberg, regia di Athīna Rachīl Tsaggarī (2010)
- Alps (Álpeis) (2011)
- The Lobster (2015)
- Il sacrificio del cervo sacro (The Killing of a Sacred Deer) (2017)
- La favorita (The Favourite) (2018)
- Povere creature! (Poor Things) (2023)
- Kinds of Kindness (2024)
- Bugonia (2025)

#### Attore
- Attenberg, regia di Athīna Rachīl Tsaggarī (2010)

### Cortometraggi

#### Regista
- O viasmos tis Hlois (1995)
- Uranisco Disco (2001)
- Necktie (2013)
- Nimic (2019)
- Bleat (2022)

#### Sceneggiatore
- O viasmos tis Hlois (1995)
- Uranisco Disco (2001)
- Necktie (2013)
- Nimic (2019)
- Bleat (2022)

#### Produttore
- O viasmos tis Hlois (1995)
- Necktie (2013)
- Bleat (2022)

### Video musicali
- Deka Entoles - Despoina Vandī (1997)
- Ola Allazoun - Giorgos Dimitriadis (1998)
- Baby Asteroid - Leon of Athens (2014)
- Identikit, Vignette - Radiohead (2016)

## Teatro

### Regista
- D.D.D di Dimitris Dimitriadis, Theatro tou Notou, Amore Theatre di Atene (2002)
- Barbablù di Dea Loher, Theatro Porta di Atene (2004)
- Natura morta in un fosso di Fausto Paravidino, Theatro tou Notou, Amore Theatre di Atene (2008)
- Platonov di Anton Čechov, Teatro nazionale della Grecia di Atene (2011)

## Riconoscimenti
- Premio Oscar
  - 2017 – Candidatura alla miglior sceneggiatura originale per The Lobster
  - 2019 – Candidatura al miglior film per La favorita
  - 2019 – Candidatura al miglior regista per La favorita
  - 2024 – Candidatura al miglior film per Povere creature!
  - 2024 – Candidatura al miglior regista per Povere creature!

- Golden Globe
  - 2019 – Candidatura al miglior film commedia o musicale per La favorita
  - 2024 – Miglior film commedia o musicale per Povere creature!
  - 2024 – Candidatura al miglior regista per Povere creature!

- Premio BAFTA
  - 2016 – Candidatura al miglior film per The Lobster
  - 2019 – Candidatura al miglior film per La favorita
  - 2019 – Miglior film britannico per La favorita

- British Independent Film Awards
  - 2010 – Candidatura al miglior film straniero per Dogtooth
  - 2015 – Candidatura al miglior regista per The Lobster
  - 2015 – Candidatura alla miglior sceneggiatura per The Lobster
  - 2018 – Miglior film indipendente per La favorita
  - 2018 – Miglior sceneggiatura per La favorita
- Critics' Choice Awards
  - 2016 - Candidatura alla miglior sceneggiatura originale per The Lobster
  - 2019 - Candidatura al miglior regista per La favorita
  - 2024 - Candidatura al miglior regista per Povere creature!

- Festival di Cannes
  - 2009 – Premio Un Certain Regard per Dogtooth
  - 2015 – Premio della giuria per The Lobster
  - 2015 – Queer Palm per The Lobster
  - 2015 – In concorso per la Palma d'oro con The Lobster
  - 2017 – Miglior sceneggiatura per Il sacrificio del cervo sacro
  - 2017 – In concorso per la Palma d'oro con Il sacrificio del cervo sacro
  - 2024 – In concorso per la Palma d'oro con Kinds of Kindness

- European Film Awards
  - 2015 – Candidatura al miglior film per The Lobster
  - 2015 – Candidatura al miglior regista per The Lobster
  - 2015 – Miglior sceneggiatura per The Lobster
  - 2017 – Candidatura al miglior regista per Il sacrificio del cervo sacro
  - 2017 – Candidatura alla miglior sceneggiatura per Il sacrificio del cervo sacro
  - 2019 – Miglior film per La favorita
  - 2019 – Miglior film commedia per La favorita
  - 2019 – Miglior regista per La favorita
  - 2019 – Candidatura al Premio del pubblico al miglior film europeo per La favorita

- Mostra del cinema di Venezia
  - 2011 – Miglior sceneggiatura per Alps
  - 2011 – In concorso per il Leone d'oro con Alps
  - 2018 – Gran premio della giuria per La favorita
  - 2018 – In concorso per il Leone d'oro con La favorita
  - 2018 – Candidatura al Queer Lion per La favorita
  - 2023 – Leone d'oro per Povere Creature!